# Kristianstads Damfotbollsförening
Il Kristianstads Damfotbollsförening, abbreviato in Kristianstads DFF, o Kristianstad, è una squadra di calcio femminile svedese con sede a Kristianstad. La società è affiliata alla Skånes Fotbollförbund, un'associazione calcistica che gestisce il calcio nella provincia tradizionale dello Scania.
Fondata formalmente nel 1989, assunse la denominazione Kristianstad/Wä DFF in seguito della fusione tra le sezioni femminili dei club Kristianstads FF e Wä IF nel 1998, per passare all'attuale denominazione Kristianstad DFF nel 2006.
Il Kristianstads DFF nel campionato 2016 è iscritto alla Damallsvenskan, il massimo livello del campionato di calcio femminile svedese e disputa le partite casalinghe al Vilans IP, impianto da 1 200 posti.
I maggiori risultati sportivi ottenuti sono la 3ª posizione in Damallsvenskan, nelle edizioni 2020 e 2021, grazie a quest'ultima con conseguente primo accesso alla UEFA Women's Champions League, e la finale di Svenska cupen al termine della stazione 2013-2014 persa con le rivali del Linköping per 1-2.

## Organico

### Rosa 2022
Rosa, ruoli e numeri di maglia come da sito ufficiale, aggiornati al 9 aprile 2022
| N. |                        | Ruolo | Calciatrice              |
| -- | ---------------------- | ----- | ------------------------ |
| 1  | Germania (bandiera)    | P     | Melina Loeck             |
| 3  | Svezia (bandiera)      | A     | Maja Bodin               |
| 4  | Paesi Bassi (bandiera) | D     | Sheila van den Bulk      |
| 5  | Svezia (bandiera)      | D     | Klara Rybrink            |
| 7  | Islanda (bandiera)     | C     | Amanda Andradóttir       |
| 8  | Svezia (bandiera)      | C     | Alice Nilsson (capitano) |
| 9  | Stati Uniti (bandiera) | A     | Tabby Tindell            |
| 10 | Finlandia (bandiera)   | C     | Emmi Allanen             |
| 11 | Canada (bandiera)      | C     | Delaney Baie Pridham     |
| 12 | Svezia (bandiera)      | D     | Kajsa Törnkvist          |
| 13 | Serbia (bandiera)      | C     | Emma Petrović            |
| 14 | Svezia (bandiera)      | C     | Tilda Persson            |

| N. |                    | Ruolo | Calciatrice         |
| -- | ------------------ | ----- | ------------------- |
| 15 | Svezia (bandiera)  | P     | Nea Andersson       |
| 16 | Canada (bandiera)  | D     | Gabrielle Carle     |
| 18 | Canada (bandiera)  | A     | Evelyne Viens       |
| 20 | Svezia (bandiera)  | D     | Mia Carlsson        |
| 21 | Svezia (bandiera)  | C     | Elin Sjöström       |
| 22 | Islanda (bandiera) | A     | Emelía Óskarsdóttir |
| 23 | Svezia (bandiera)  | C     | Evelina Duljan      |
| 25 | Svezia (bandiera)  | D     | Alice Nordenberg    |
| 27 | Svezia (bandiera)  | D     | Josefin Harrysson   |
| 29 | Svezia (bandiera)  | D     | Tilda Sandén        |
| 33 | Svezia (bandiera)  | P     | Moa Olsson          |

### Rosa 2021
Rosa, ruoli e numeri di maglia come da sito ufficiale, aggiornati al 15 aprile 2021
| N. |                        | Ruolo | Calciatrice              |
| -- | ---------------------- | ----- | ------------------------ |
| 1  | Stati Uniti (bandiera) | P     | Brett Maron              |
| 2  | Islanda (bandiera)     | D     | Sif Atladóttir           |
| 5  | Svezia (bandiera)      | C     | Elin Sjöström            |
| 6  | Svezia (bandiera)      | C     | Amanda Edgren            |
| 7  | Norvegia (bandiera)    | C     | Therese Sessy Åsland     |
| 8  | Svezia (bandiera)      | C     | Alice Nilsson (capitano) |
| 9  | Svezia (bandiera)      | D     | Josefine Rybrink         |
| 10 | Svezia (bandiera)      | C     | Anna Welin               |
| 12 | Svezia (bandiera)      | D     | Kajsa Törnkvist          |
| 13 | Serbia (bandiera)      | C     | Emma Petrović            |
| 14 | Svezia (bandiera)      | C     | Tilda Persson            |
| 15 | Thailandia (bandiera)  | A     | Miranda Nild             |

| N. |                      | Ruolo | Calciatrice              |
| -- | -------------------- | ----- | ------------------------ |
| 16 | Svezia (bandiera)    | P     | Nea Andersson            |
| 17 | Svezia (bandiera)    | C     | Mathilde Janzen          |
| 18 | Finlandia (bandiera) | A     | Jutta Rantala            |
| 20 | Svezia (bandiera)    | D     | Mia Carlsson             |
| 21 | Finlandia (bandiera) | C     | Ebba Jahnfors            |
| 22 | Svezia (bandiera)    | A     | Maja Bodin               |
| 23 | Islanda (bandiera)   | A     | Sveindís Jane Jónsdóttir |
| 25 | Finlandia (bandiera) | C     | Eveliina Summanen        |
| 27 | Svezia (bandiera)    | D     | Josefin Harrysson        |
| 33 | Germania (bandiera)  | P     | Melina Loeck             |
| 33 | Svezia (bandiera)    | P     | Moa Olsson               |

### Rosa 2020
Rosa, ruoli e numeri di maglia come da sito ufficiale, aggiornati al 26 agosto 2020
| N. |                        | Ruolo | Calciatrice                               |
| -- | ---------------------- | ----- | ----------------------------------------- |
| 1  | Stati Uniti (bandiera) | P     | Brett Maron                               |
| 2  | Islanda (bandiera)     | A     | Svava Rós Guðmundsdóttir                  |
| 3  | Stati Uniti (bandiera) | D     | Lauren Barnes (in prestito dall'OL Reign) |
| 4  | Svezia (bandiera)      | D     | Therese Ivarsson                          |
| 5  | Svezia (bandiera)      | A     | Olivia Welin                              |
| 6  | Svezia (bandiera)      | C     | Amanda Edgren                             |
| 7  | Norvegia (bandiera)    | C     | Therese Sessy Åsland                      |
| 8  | Svezia (bandiera)      | C     | Alice Nilsson (capitano)                  |
| 9  | Svezia (bandiera)      | D     | Josefine Rybrink                          |
| 10 | Svezia (bandiera)      | C     | Anna Welin                                |
| 11 | Svezia (bandiera)      | C     | Sofia Hagman                              |
| 12 | Svezia (bandiera)      | D     | Kajsa Törnkvist                           |

| N. |                        | Ruolo | Calciatrice                                          |
| -- | ---------------------- | ----- | ---------------------------------------------------- |
| 13 | Germania (bandiera)    | D     | Franziska Jaser                                      |
| 14 | Svezia (bandiera)      | C     | Tilda Persson                                        |
| 17 | Svezia (bandiera)      | A     | Tilde Olsson                                         |
| 18 | Finlandia (bandiera)   | A     | Jutta Rantala                                        |
| 20 | Svezia (bandiera)      | D     | Mia Carlsson                                         |
| 22 | Svezia (bandiera)      | A     | Maja Bodin                                           |
| 25 | Finlandia (bandiera)   | C     | Eveliina Summanen                                    |
| 27 | Svezia (bandiera)      | D     | Josefin Harrysson                                    |
| 29 | Svezia (bandiera)      | C     | Evelina Duljan                                       |
| 33 | Germania (bandiera)    | P     | Melina Loeck (in prestito dal Wolfsburg)             |
|    | Stati Uniti (bandiera) | D     | Hailie Mace (in prestito dal North Carolina Courage) |

### Rosa 2019
Rosa, ruoli e numeri di maglia come da sito ufficiale, aggiornati all'11 agosto 2019
| N. |                        | Ruolo | Calciatrice              |
| -- | ---------------------- | ----- | ------------------------ |
| 1  | Stati Uniti (bandiera) | P     | Brett Maron              |
| 2  | Islanda (bandiera)     | D     | Sif Atladóttir           |
| 4  | Svezia (bandiera)      | D     | Therese Ivarsson         |
| 5  | Svezia (bandiera)      | C     | Saga Jontoft             |
| 6  | Svezia (bandiera)      | C     | Amanda Edgren            |
| 8  | Svezia (bandiera)      | C     | Alice Nilsson (capitano) |
| 9  | Svezia (bandiera)      | D     | Josefine Rybrink         |
| 10 | Svezia (bandiera)      | C     | Anna Welin               |
| 11 | Svezia (bandiera)      | C     | Sofia Hagman             |
| 12 | Svezia (bandiera)      | D     | Kajsa Törnkvist          |

| N. |                    | Ruolo | Calciatrice              |
| -- | ------------------ | ----- | ------------------------ |
| 14 | Svezia (bandiera)  | C     | Tilda Persson            |
| 17 | Svezia (bandiera)  | A     | Tilde Olsson             |
| 18 | Nigeria (bandiera) | C     | Rita Chikwelu            |
| 20 | Svezia (bandiera)  | D     | Mia Carlsson             |
| 21 | Islanda (bandiera) | A     | Svava Rós Guðmundsdóttir |
| 22 | Svezia (bandiera)  | A     | Maja Bodin               |
| 27 | Svezia (bandiera)  | C     | Josefin Harrysson        |
| 29 | Svezia (bandiera)  | C     | Evelina Duljan           |
| 33 | Svezia (bandiera)  | P     | Moa Olsson               |